# Henry Merrick Lawson
Sir Henry Merrick Lawson (Dublino, 30 gennaio 1859 – 2 novembre 1933) è stato un generale irlandese.

## Biografia
Henry Merrick Lawson nacque il 30 gennaio 1859 a Dublino, figlio di James Lawson, giudice della corte di Queen's Bench, in Irlanda.

### La carriera militare
Educato al Cheltenham College ed alla Royal Military Academy Woolwich, Lawson ottenne la commissione come ufficiale dei Royal Engineers nel 1877.
Prese parte alla Spedizione di Suakin ed alla Spedizione del Nilo nel 1884 e prestò servizio nell'esercito egiziano durante la Campagna del Sudan nel 1898. Prestò servizio nella Seconda guerra boera tra il 1899 ed il 1902 e divenne quindi Direttore dei Movimenti e degli Aquartieramenti presso il War Office nel 1904. Venne nominato comandante della 13ª brigata di fanteria a Dublino nel 1906 e fu maggiore generale incaricato dell'amministrazione dell'Aldershot Command nel 1907.
Divenne General Officer Commanding della 2nd Division nel 1910 e Luogotenente Governatore del Guernsey e di Alderney nel 1914. Divenne quindi Deputato Capo dello Staff Generale Imperiale nel novembre del 1914, nonché General Officer Commanding-in-Chief per il Northern Command nel 1915 passando a Servizi Speciali al fronte nel 1916. Si dimostrò critico nei confronti di coloro che pur nell'emergenza della guerra si dedicavano a "incarichi leggeri" ed incoraggiò per questo la formazione del Women's Auxiliary Army Corps. Infine venne nominato Ispettore Generale delle Comunicazioni per il Corpo Spedizionario Italiano dal 1917 al 1918, ritirandosi definitivamente dal servizio attivo nel 1921.

### La carriera politica
Lawson fu per due volte candidato al parlamento inglese per il Partito Liberale. Alle elezioni generali del 1922, egli ottenne la costituente di Portsmouth South dopo una strenua lotta contro il conservatore Herbert Cayzer. Poco dopo, Cayzer diede le proprie dimissioni per cause di salute ed il nuovo parlamentare Tory Leslie Orme Wilson rassegnò le proprie anch'egli per essere nominato Governatore di Bombay, Lawson venne richiesto al servizio delle associazioni liberali.

## Famiglia
Nel 1912 sposò lady Wilma, figlia del V conte di Radnor, già vedova del II conte di Lathom.